# Malvicino
Malvicino (Mavzin in piemontese) è un comune italiano di 79 abitanti della provincia di Alessandria, in Piemonte.
È il comune meno popolato dell'Alessandrino.

## Storia

### Simboli
Lo stemma e il gonfalone del comune di Malvicino sono stati concessi con decreto del presidente della Repubblica del 4 settembre 1998.
Il gonfalone è un drappo di bianco con la bordatura di rosso.

## Monumenti e luoghi d'interesse
- Antica pieve di San Michele, di antichissima fondazione monastica, forse longobarda, viene citata in un documento del 1179 ove si afferma che questa è tra le chiese che papa Alessandro III riconosce dipendere dall'abbazia di San Quintino di Spigno Monferrato[7][8].
- Chiesa parrocchiale di San Michele, sorta nel 1577 in sostituzione dell'antica pieve di San Michele posta fuori dal borgo.
- Chiesa dei Disciplinati di Sant'Antonio, di epoca tardo medioevale.
- Oratorio di San Rocco (1647)

## Società

### Evoluzione demografica
Abitanti censiti

### Etnie e minoranze straniere
La popolazione straniera residente consta di un'unica persona di nazionalità albanese, corrispondente al 1,22% degli abitanti.

## Amministrazione
Di seguito è presentata una tabella relativa alle amministrazioni che si sono succedute in questo comune.
| Periodo          | Periodo          | Primo cittadino     | Partito                                 | Carica  | Note   |
| ---------------- | ---------------- | ------------------- | --------------------------------------- | ------- | ------ |
| 15 luglio 1985   | 28 ottobre 1989  | Carla Cavallero     | lista civica                            | Sindaco | [ 10 ] |
| 15 dicembre 1989 | 21 novembre 1994 | Carla Cavallero     | Partito Socialista Democratico Italiano | Sindaco | [ 10 ] |
| 28 novembre 1994 | 30 novembre 1998 | Carla Cavallero     | -                                       | Sindaco | [ 10 ] |
| 30 novembre 1998 | 27 maggio 2003   | Carla Cavallero     | lista civica                            | Sindaco | [ 10 ] |
| 10 giugno 2003   | 15 aprile 2008   | Francesco Moretti   | lista civica                            | Sindaco | [ 10 ] |
| 15 aprile 2008   | 27 maggio 2013   | Carla Cavallero     | lista civica                            | Sindaco | [ 10 ] |
| 27 maggio 2013   | 10 giugno 2018   | Francesco Nicolotti | lista civica: Spiga di Grano            | Sindaco | [ 10 ] |
| 11 giugno 2018   | 14 maggio 2023   | Francesco Nicolotti | lista civica: Spiga di Grano            | Sindaco | [ 10 ] |
| 14 maggio 2023   | 26 dicembre 2024 | Francesco Nicolotti | lista civica: Spiga di Grano            | Sindaco | [ 10 ] |

### Servizi disponibili
- Municipio
- Ambulatorio medico
- Pro loco (organizzatrice di molteplici sagre paesane)